# Толедо Эскаланте, Рикардо
Рикардо Толедо Эскаланте (исп. Ricardo Toledo Escalante; 22 мая 1904, Сан-Хосе, Коста-Рика — 2 июля 1959, там же) — коста-риканский государственный деятель, министр иностранных дел Коста-Рики (1949—1950).

## Биография
Был внуком бывшего главы МИД Хосе Насарио Толедо (1857—1859). Получил высшее юридическое образование.
- 1940—1944 гг. — депутат Законодательного собрания,
- 1949—1950 гг. — министр иностранных дел Коста-Рики,
- апрель-ноябрь 1953 г. — посол в Гватемале.

Был членом Международной дипломатической академии в Женеве.